# Elżbieta Antoszówna

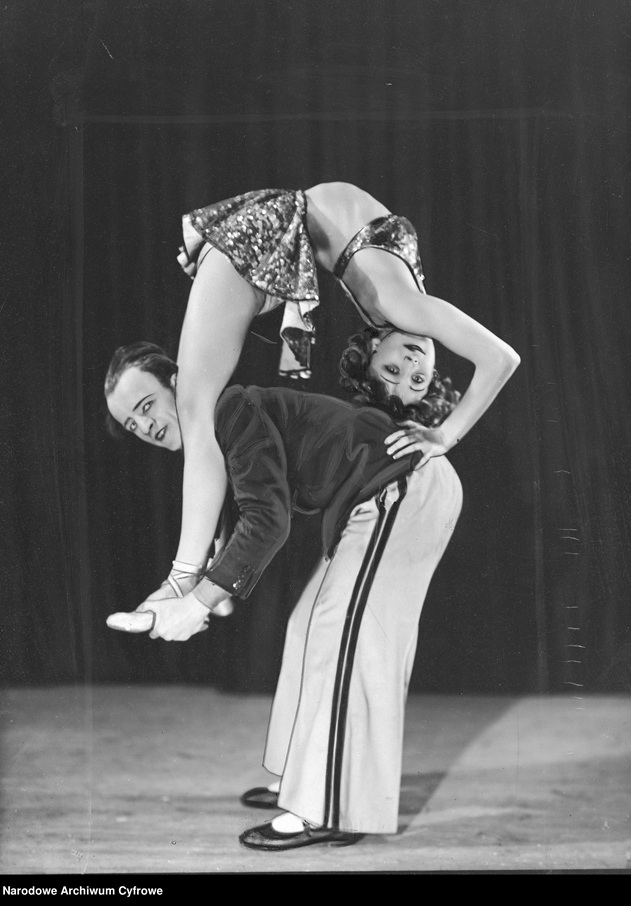
Elżbieta Antoszówna i Kazimierz Słupczyński w jednej ze scen rewii - Warszawa, kwiecień 1932 roku

Elżbieta Antoszówna (ur. 10 maja 1910 w Trzebini, zm. 7 lub 15 września 1994 w Nowym Jorku) – polska tancerka oraz aktorka teatralna i filmowa.

## Życiorys
Pochodziła z kolejarskiej rodziny. W latach 1927-1929 jako tancerka była członkinią zespołu Operetki Krakowskiej. Stamtąd, na zaproszenie baletmistrza Jana Wojcieszki przeniosła się do Warszawy, gdzie występowała w teatrze Morskie Oko. Tam też, wiosną 1929 roku debiutowała jako solistka (w zastępstwie chorej Lody Halama). W kolejnych latach występowała w teatrach i rewiach stołecznych: Wesołe Oko (1931), Morskie Oko (1932), Casanova, Rex (1933), Wielka Rewia (1934) Teatr na Kredytowej (1935). Tańczyła również w Łodzi (1934) oraz na występach zagranicznych: w Rumunii (1935) oraz Turcji (1938).
Był osobą o dużych zdolnościach akrobacyjnych - krytycy nazywali ją „kobietą bez kości”, „fenomenem gibkości” oraz „najbardziej giętką kobietą Warszawy”. W jednym ze swoich popisowych numerów pt. Złodziej i manekin, wykonywanych z Janem Wojcieszką w rewii "Uśmiech Warszawy", partner chował ją do niewielkiej walizki i wynosił ze sceny. W innym z przedstawień, wykonywanych wraz z Bożeną Alesso, obie tancerki - jaki pisano w 1932 roku w tygodniku "Kino" - „splotami rąk i nóg, świetnie wygimnastykowanych znakomicie naśladowały wężowe ruchy ośmiornicy”.
W 1942 roku wraz z 2. Korpusem Polskim znalazła się w Palestynie. Tam występowała w Teatrzyku Literacko-Artystyczny Złota Maska, kierowanym przez Zenona Wardana. Tańczyła również w lokalach w Tel-Awiwie i Hajfie. Po zakończeniu walk pozostała w Palestynie, występując w hotelach i kasynach. Po uzyskaniu przez Izrael niepodległości w 1948 roku otrzymała obywatelstwo tego państwa. 
W 1957 roku przeniosła się do Londynu, gdzie wyszła za mąż za Alfreda Ołdaka. Po kilku latach małżeństwo rozpadło się, a Antoszówna w 1962 roku udała się do Nowego Jorku, gdzie w 1981 roku wyszła ponownie za mąż, za Donalda Fitcha Moshera juniora. Tam też zmarła. Jej szczątki w 1998 roku sprowadzono do Polski i pochowano na Cmentarzu Grabiszyńskim we Wrocławiu pod nazwiskiem Elisabeth Mosher.

## Filmografia
- Czy Lucyna to dziewczyna? (1934) - kobieta na dancigu w "Eldorado"
- ABC miłości (1935) - pielęgniarka w gabinecie dentystycznym
- Skłamałam (1937) - dziewczyna do towarzystwa w "salonie" hrabiny Wirmickiej
- Dorożkarz nr 13 (1937) - kobieta w kasynie
- Wrzos (1938) - znajoma Celiny i Andrzeja
- Robert i Bertrand (1938) - Robert i Bertrand

Źródło: Film Polski